# Nozaki Keita
Keita Nozaki (sinh ngày 25 tháng 4 năm 1990) là một cầu thủ bóng đá người Nhật Bản.

## Sự nghiệp câu lạc bộ
Keita Nozaki đã từng chơi cho Thespakusatsu Gunma.